# Geisterholz
Geisterholz este o arie protejată (arie specială de conservare — SAC, sit de importanță comunitară — SCI) din Germania întinsă pe o suprafață de 299,06 ha, integral pe uscat.

## Localizare
Centrul sitului Geisterholz este situat la coordonatele 51°50′06″N 8°06′43″E / 51.835°N 8.1119°E.

## Înființare
Situl Geisterholz a fost declarat sit de importanță comunitară în martie 2001 pentru a proteja un număr necunoscut de specii din flora spontană și fauna sălbatică aflate în arealul zonei. Situl a fost protejat și ca arie specială de conservare în decembrie 2003.

## Biodiversitate
Situată în ecoregiunea atlantică, aria protejată conține 2 habitate naturale: Păduri de fag Asperulo-Fagetum, Păduri de stejar sau de stejar și carpen sub-atlantice și medio-europene de Carpinion betuli.
La baza desemnării sitului se află un număr nedeclarat de specii protejate.